# ویکی‌پدیای امهری
ویکی‌پدیای امهری نسخه امهری وب‌گاه ویکی‌پدیا است.  زبان امهری تا ۲۸ اوت ۲۰۱۱ با‌بیش‌از ۱۱,۲۰۰ مقاله در رده یکصدودوم ویکی‌پدیاها قرار گرفته‌است.